# Albin F. Schoepf
Albin Franciszek Schoepf (ur. 1 marca 1822 w Podgórzu, zm. 10 maja 1886 w Waszyngtonie) – amerykański generał pochodzenia polskiego, uczestnik wojny secesyjnej.

## Początki kariery wojskowej
W 1841 ukończył studia w Wyższej Szkole Wojskowej w Wiedniu, w stopniu porucznika artylerii. Po wstąpieniu do armii austriackiej awansował na kapitana. W 1848 skierowany do tłumienia powstania na Węgrzech zdezerterował z armii austriackiej i wstąpił do Legionu Polskiego. Służył w stopniu szeregowca, z czasem awansowany do stopnia majora. Po upadku powstania przedostał się do Turcji, gdzie został internowany. M.Haiman pisał, że Schoepf podjął służbę w armii osmańskiej i został instruktorem artylerii.

## Pierwsze lata w Stanach Zjednoczonych
W 1851 wraz z grupą żołnierzy dawnego Legionu Polskiego wyjechał do Anglii, a stamtąd do Stanów Zjednoczonych. Początkowo pracował w Urzędzie Pomiarów Wybrzeża, a potem w Urzędzie Patentowym. Dzięki wsparciu Josepha Holta, komisarza w Urzędzie Patentowym, Schoepf w 1861 trafił na stanowisko sekretarza wojny w gabinecie prezydenta Jamesa Buchanana. Działając w imieniu Departamentu Wojny wykonywał pomiary o charakterze wojskowym w Wirginii.

## Wojna secesyjna
Po wybuchu wojny secesyjnej, dzięki poparciu Holta, Polak otrzymał awans do stopnia generała brygady i objął dowództwo jednostki, stacjonującej w stanie Kentucky. W październiku 1861 otrzymał rozkaz zatrzymania konfederatów na rzece Rockcastle. Obóz warowny o nazwie Camp Wildcat, którego broniły oddziały Schoepfa 21 października stał się celem ataku sił konfederackich, dowodzonych przez gen. Felixa Zollicoffera. Po nieudanej próbie przełamania oddziałów Schoepfa, oddziały konfederackie wycofały się z pola bitwy.
W styczniu 1862 oddziały dowodzone przez Schoepfa po raz kolejny starły się z konfederatami Zollicoffera pod Mill Springs, odnosząc kolejne zwycięstwo. Jako dowódca dywizji, Schoepf wziął udział w bitwie pod Perryville (8 października 1862). W czasie bitwy doszło do konfliktu między nim a głównodowodzącym Armią Ohio - gen. Don Carlosem Buellem. Schoepf znalazł się potem w składzie Komisji Wojskowej, która miała ocenić działania Buella i nie krył dezaprobaty wobec jego decyzji podejmowanych w czasie bitwy.
Zły stan zdrowia i postępująca głuchota spowodowały, że Schoepf nie brał więcej udziału w działaniach na froncie, 14 kwietnia 1863 został mianowany komendantem Fortu Delaware.

## Po wojnie
Po zakończeniu działań wojennych Schoepf wrócił do pracy w Urzędzie Patentowym. Zmarł w 1886, po długiej chorobie (rak żołądka). Pochowany na Congressional Cemetery w Waszyngtonie.

## Życie prywatne
W 1855 Albin Schoepf poślubił Julie Bates Kesley, z którą miał dziewięcioro dzieci.